# Catherine Daufès-Roux
Pour les articles homonymes, voir Catherine Roux et Roux.
Catherine Daufès-Roux (née Roux le 24 avril 1963 à Alès) est une femme politique française. Elle devient députée du Gard en 2021, succédant au député démissionnaire Olivier Gaillard.

## Carrière professionnelle
Catherine Daufès-Roux naît dans une famille socialiste et est élevée dans les valeurs de la gauche et du protestantisme. Elle est la fille de Roger Roux, qui fut durant dix-huit adjoint au maire socialiste de La Grand-Combe (Gard). Ses parents sont tous deux professeurs au collège de la commune.
Elle obtient son baccalauréat au lycée Jean-Baptiste-Dumas d'Alès puis poursuit ses études à l'école normale d'institutrices de Nîmes. Elle en sort diplômée en 1987 et commence sa carrière à l'école Mistral puis à l'école Pasteur. Elle passe le concours national des personnels de direction en 2008 et obtient son premier poste au lycée de Bollène dans le Vaucluse. Elle est mutée deux ans plus tard comme principale adjointe au collège La Gardonnenque de Brignon dans le Gard puis proviseuse adjointe au lycée Jacques-Prévert à Saint-Christol-lez-Alès. Elle met fin à ses fonctions à l'occasion de son entrée à l'Assemblée nationale en 2021.

## Carrière politique

### Militantisme au PS
Catherine Daufès-Roux commence son engagement en politique en adhérant au Parti socialiste en 1981. Elle suit la tendance jospiniste puis strauss-khanienne. Elle quitte le parti après la désignation de Ségolène Royal pour l'élection présidentielle de 2007.

### Parcours au centre
Elle rejoint le Mouvement démocrate pour qui elle est candidate suppléante aux élections législatives de 2012 dans la cinquième circonscription du Gard, aux côtés d'Henri Francès. Ils recueillent 1,87 % des voix et sont battus par le député sortant William Dumas (PS).
En octobre 2016, Catherine Daufès-Roux adhère au mouvement En marche (LREM) lancé par le candidat à la présidence de la République Emmanuel Macron. Elle est élue suppléante du député LREM Olivier Gaillard aux élections législatives de 2017 dans la cinquième circonscription.

### Députée
Au cours de l'année 2020, Olivier Gaillard quitte La République en marche et fait part de son intention de mettre fin à son mandat. Afin de ne pas provoquer une élection partielle par une démission et de permettre à sa suppléante Catherine Daufès-Roux de lui succéder, il maintient son mandat jusqu'à son élection à la mairie de Sauve. Il subit cependant un contentieux électoral qui retarde son départ de l'Assemblée nationale jusqu'à la validation de l'élection municipale par le Conseil d'État en mai 2021. Catherine Daufès-Roux devient finalement députée le 27 juin 2021.
Candidate à sa réélection l'année suivante, elle arrive troisième derrière Jean-Marie Launay et Michel Sala à l'issue du premier tour et est éliminée.